# Frida Scarpa
Frida Scarpa (ur. 9 września 1976 w Genui) – włoska florecistka, złota medalistka mistrzostw świata.
W 1995 roku zdobyła indywidualnie brązowy medal na mistrzostwach świata juniorów w Paryżu.
Podczas mistrzostw świata w Nîmes w 2001 roku Włoszki w składzie: Giovanna Trillini, Valentina Vezzali, Diana Bianchedi i Frida Scarpa zdobyły złoto w zawodach drużynowych. W rywalizacji indywidualnej zajęła tam trzynaste miejsce.
Zdobyła ponadto brązowy medal indywidualnie na mistrzostwach Europy w Limoges (1996) oraz srebrny drużynowo na mistrzostwach Europy w Bourges (2003).
Nigdy nie wzięła udziału w igrzyskach olimpijskich.